# Nascondino con il morto
Nascondino con il morto è la prima storia della serie horror per ragazzi La strada della paura, scritta da R. L. Stine.
Viene seguito da Chi ha dormito nella mia tomba?.

## Trama
Randy Clay è una ragazza che, dalla sua vecchia scuola, si è trasferita alla scuola media di Shadyside. Qui si fa dei nuovi amici e pensa che essere una nuova alunna non è poi così male. Ma le sue amiche le raccontano la leggenda dei boschi di Fear Street: ogni anno, il 10 giugno, tutti i ragazzini dodicenni di Shadyside giocano a nascondino con lo spirito di un ragazzo di nome Pete, morto da parecchi anni. Pete vuole, ogni anno, un nuovo corpo e così chi viene tanato durante il gioco dal fantasma deve dargliene uno.
Randy è terrorizzata quando sa che Pete ha un debole per i ragazzi nuovi e che la sua intenzione è di tanare Randy più di ogni altro ragazzo.

## Edizioni
- R. L. Stine, Nascondino con il morto, traduzione di Marina Baruffaldi, La strada della paura n. 1, Mondadori, 1997,  p. 95.